# These Systems Are Failing
| Recensione           | Giudizio |
| -------------------- | -------- |
| AllMusic             | [ 1 ]    |
| Consequence of Sound | B        |
| Mojo                 |          |
| Sputnikmusic         | [ 3 ]    |

These Systems Are Failing è il tredicesimo album in studio del musicista americano Moby, in collaborazione per la prima volta con The Void Pacific Choir (composto da Moby, Mindy Jones, Julie Mintz, Jonathan Nesvadba, Joel Nesvadba, Jamie Drake e Lauren Tyler Scott).

## Tracce
1. Hey! Hey! – 4:23
2. Break.Doubt – 4:12
3. I Wait for You – 3:59
4. Don't Leave Me – 4:38
5. Erupt and Matter – 4:09
6. Are You Lost in the World Like Me? – 4:26
7. A Simple Love – 4:39
8. The Light Is Clear in My Eyes – 3:27
9. And It Hurts – 1:53

### Deluxe Edition
1. Almost Loved – 5:05
2. The Nighttime – 4:10
3. Dark Star – 3:47